# Єнс Каск
Єнс Каск (20 квітня 1966 — 16 січня 2011) — шведський паралімпійський гравець з хокею на санках.

## Життєпис та спортивна кар'єра
Коли Каску було десять років, він заліз на дах припаркованого потягу у 1976 році у віці 10 років, але зазнавши потужного удару струмом та пропустивши через своє тіло 16 000 вольт, коли раптово ввімкнули електроенергію, через що отримав 85 опіків % тіла. Через два тижні після аварії йому довелося ампутувати обидві ноги. У результаті йому довелося ампутувати обидві ноги.
Каск представляв Швецію на у Ванкувері 2010 року та був прапороносцем був прапороносцем своєї країни на церемонії відкриття зимових Паралімпійських ігор 2010 року.. Це були п'яті Паралімпійські ігри поспіль, в яких він брав участь, і в його активі загалом три медалі — одна золота та дві бронзові медалі, здобуті у складі збірноїШвеції. Каск був капітаном шведської збірної протягом багатьох років; він переміг на Паралімпіаді у 1994 році, коли Швеція отримала золоту медаль, а також він брав участь у 1998 і 2002 роках і обидва рази здобував у складі збірної Швеції бронзову медаль.
Серед здобутків Каска а чемпіонатах світу так само три медалі, зокрема бронза чемпіонатів світу 2000 та 2004 років, а також золота медаль чемпіонату світу 1996 року.
Він помер у своєму будинку за межами Стокгольма в січні 2011 року у віці 44 років.